# Kai-Uwe-von-Hassel-Kaserne
Die Kai-Uwe-von-Hassel-Kaserne ist eine Kaserne der Luftwaffe der Bundeswehr in Kropp (Schleswig-Holstein). Sie wurde am 16. September 1997 nach dem ehemaligen Ministerpräsidenten des Landes Schleswig-Holstein und Bundesverteidigungsminister Kai-Uwe von Hassel (1913–1997) benannt.
An dem Standort ist das Taktische Luftwaffengeschwader 51 „Immelmann“ stationiert.
In der Kaserne ist eine militärgeschichtliche Sammlung zu sehen, die die Geschichte des Militärstandortes Kropp/Jagel von seinen Anfängen im Jahr 1916 bis heute zeigt.